# كارلوس أرتور كاسيريس
كارلوس أرتور كاسيريس (بالإسبانية: Carlos Cáceres Pino)‏ هو مدرب كرة قدم ولاعب كرة قدم تشيلي، ولد في 28 أبريل 1977 في سانتياغو في تشيلي. لعب مع لاسيرينا ونادي تشياباس ونادي كيتشي ويونيون إسبانيولا.